# Zuzana (Letopisy Narnie)
Zuzana Pevensieová (anglicky Susan Pevensie) je fiktivní postavou v knižní sérii Letopisy Narnie od C. S. Lewise. Je druhou nejstarší ze čtyř sourozenců, kteří objeví tajemnou zemi Narnii a prožijí tam dobrodružství s laskavým mluvícím lvem Aslanem. Povahově vystupuje jako praktická a zodpovědná osoba, která nevyhledává nebezpečí a varuje před tím i ostatní. Během vlády na Cair Paravelu je nazvána "Zuzana Laskavá".

## Příběh
Je zmíněna v pěti ze sedmi knih série:

### Kniha Lev, čarodějnice a skříň
V této knize je Zuzana s ostatními sourozenci poprvé přenesena do Narnie. Když Edmund zběhne k Bílé čarodějnici, ostatní jdou žádat Aslana (laskavého mluvícího lva, pravého krále Narnie) aby jej zachránil. Cestou dostanou dary od Otce Vánoc; Zuzana obdrží luk a kouzelný roh schopný přivolat pomoc. Ten brzy použije, když ji a její sestru v Aslanově táboře napadne mluvící vlk Maugrim; Petr ji uslyší a vlka zabije.
Večer potom, co je Edmund Aslanovou armádou vysvobozen, Aslan nenápadně odejde z tábora, aby se podle zákonů Narnie nechal popravit místo Edmunda za jeho zradu. Lucinka a Zuzana si toho však všimnou, doprovázejí ho na jeho cestě a přihlížejí jeho zabití. Potom je Aslan vzkříšen a Lucku se Zuzanou odvede do hradu Bílé čarodějnice, kde oživí tvory, které proměnila v kámen. S nimi poté dorazí na místo, kde mezitím Petr v čele Aslanovy armády bojuje proti hordám čarodějnice, a bitvu vyhrají.
Zuzana i její sourozenci jsou korunováni za krále a královny Narnie, stráví v ní mnoho let a dospějí tam. Potom jsou přeneseni zpět do Anglie, kde jsou zase dětmi

### Kniha Kůň a jeho chlapec
Kniha Kůň a jeho chlapec se odehrává, zatímco dospělí sourozenci Pevensieovi vládnou Narnii na konci knihy Lev, čarodějnice a skříň. Kalormenský princ Rabadaš se při návštěvě Narnie zamiluje do Zuzany; ta je okouzelna jeho dvorným chováním. Proto přijede s Edmundem a několika přáteli do Rabadašova paláce v Kalormenu; tam však vidí, že je krutý a zlý. Je ovšem zřejmé, že by neakceptoval případné odmítnutí a Zuzanu nenechal volně odejít. Proto Zuzana se svou družinou k útěku zvolí lest: pozve Rabadaše na svou loď na hostinu, kde se má dozvědět Zuzanino rozhodnutí, ovšem ještě před hostinou loď odpluje.
Rabadaš se vypraví Zuzanu unést a přitom zákeřně napadne království Archenland, které je spojencem Narnie. Edmund s Lucií jedou Archenlandu na pomoc, zatímco zatímco Petr bojuje s obry na severu. O Zuzaně je řečeno, že bitvy nevyhledává.

### Kniha Princ Kaspian
V knize Princ Kaspian je její kouzelný roh použit právoplatným dědicem trůnu, princem Kaspianem X., když prchá před armádou svého strýce Miraze, který chce Kaspiana zavraždit a získat trůn pro svého syna. Tento roh přivolá Zuzanu a její sourozence zpět do Narnie, kde uplynulo přes tisíc let od jejich první návštěvy. Zuzana najde svůj luk a zachrání jí Kaspianova posla, trpaslíka Dýnila, který měl být popraven Mirazovou armádou. Od Dýnila se děti dozví, že Kaspian potřebuje pomoc; cestou k němu však zabloudí. Když Lucinka tvrdí, že vidí Aslana a ten jim ukazuje cestu, Zuzana s Dýnilem jí nevěří a děti proto zvolí špatnou cestu. Nakonec se s Aslanem setkají a dívky jej doprovází, když svolává mluvící stromy, které nakonec Mirazovu armádu porazí.

### Kniha Plavba Jitřního poutníka
V knize Plavba Jitřního poutníka je Zuzana jediným z dětí, které jede s rodiči do Spojených států. Proto není s Lucinkou a Edmundem, když jsou potřetí přeneseni do Narnie.

### Kniha Poslední bitva
V knize Poslední bitva je odhaleno, že Zuzana již "není přítelkyní Narnie", zajímá se jen o "punčochy, rtěnky a pozvání na večírky" a posmívá se dětem, když si "připomínají ty hry o Narnii, co hráli v dětství".
Ostatní děti, které se účastnily dobrodružství v Narnii, se shromáždí, aby se Eustác a Jill pokusily do Narnie dostat. Přitom všichni zahynou při vlakovém neštěstí i se Zuzaninými rodiči, ale Zuzana přežije, protože se toho setkání nezúčastní.

## Adaptace
- Ve filmové adaptaci z roku 1979 od Warner Bros Zuzaně propůjčila hlas Susan Sokol.
- V sérii od BBC z roku 1988 ji hraje Sophie Cook.
- Ve filmu Letopisy Narnie: Lev, čarodějnice a skříň z roku 2005 od Walt Disney Zuzanu hraje Anna Popplewell; dospělou Zuzanu pak Sophie Winkleman. Popplewell Zuzanu hraje i ve filmu Letopisy Narnie: Princ Kaspian z roku 2008. Její role ve filmech je podobná, jako v knize - opatrná až pesimistická sestra varující ostatní před nebezpečím. Ve filmech je ale Zuzana ztvárněna jako válečnice, zatímco v knihách se píše, že ji války nezajímaly. Ve filmu je Zuzana přitahována k princi Kaspianovi a při loučení jej políbí.
- Ve filmu Letopisy Narnie: Plavba Jitřního poutníka z roku 2010 se Anna Popplewell objeví ve dvou scénách: nejprve když Zuzana píše z Ameriky a poté když Lucinka přečte kouzlo a vzhledově se změní v Zuzanu.
- V audio dramatizaci z roku 2005 od Focus on the Family Radio Theatre hraje Katherine Suchet mladou Zuzanu a Sally Ann Burnett dospělou.
- V parodii Epic Movie Zuzanu hraje Faune Chambers.